# Ramón Vizoso
José Ramón Vizoso (Vivero, siglo XX), conocido como Vigo, fue un guerrillero antifranquista gallego que luchó contra el régimen franquista en la posguerra española.

## Biografía
Tras el golpe de Estado en España de julio de 1936, que desencadenó la guerra civil española, quiso ir a Asturias con Evaristo Candelas, Antonio Molins Valls y Demetrio.
El 13 de diciembre de 1946 logró partir hacia Francia junto a otros guerrilleros en la fuga de Santa Teresa.